# ガブリエラ・チバナ
ガブリエラ・チバナ（Gabriela Chibana 1993年8月7日- ）はブラジルのサンパウロ出身の柔道選手。階級は48kg級。66kg級のチャールズ・チバナはいとこにあたる。

## 人物
2009年の世界カデ44kg級で7位だった。2011年の世界ジュニアでも7位だった。2012年にはグランドスラム・リオデジャネイロで2位、グランプリ・アブダビで優勝するも、ロンドンオリンピックには国内に世界選手権3位のサラ・メネゼスがいたために出場できなかった。2013年の世界ジュニアでは準決勝でロシアのイリーナ・ドルゴワに指導3で敗れると、3位決定戦では山崎珠美に有効2つ取ってリードしながら終盤に大外刈で逆転の一本負けを喫して5位にとどまった。2015年のユニバーシアードでは決勝で地元韓国の鄭普涇に敗れて2位だった。2016年のリオデジャネイロオリンピックには国内にロンドンオリンピックで優勝したメネゼスがいたために出場できなかった。2017年のユニバーシアードでは決勝で梅北眞衣に敗れて2位だった。2018年の世界軍人選手権大会では3位となった。2019年のグランドスラム・ブラジリアでは2位だった。

## 主な戦績
- 2009年 - 世界カデ　7位(44kg級)
- 2011年 - 世界ジュニア　7位
- 2012年 - グランドスラム・リオデジャネイロ　2位
- 2012年 - グランプリ・アブダビ　優勝
- 2012年 - グランプリ・青島　3位
- 2012年 - グランドスラム・東京　5位
- 2013年 - 世界ジュニア　5位
- 2014年 - 南アメリカ競技大会　3位
- 2015年 - ユニバーシアード　2位
- 2017年 - グランプリ・カンクン　優勝
- 2017年 - ユニバーシアード　2位
- 2018年 - パンナムオープン・リマ　優勝
- 2018年 - 世界軍人選手権大会　3位
- 2019年 - グランドスラム・ブラジリア　2位

(出典、JudoInside.com)